# Kanyó András
Kanyó András (Szamosújlak, 1932. szeptember 17. – Budapest, 2021. április 7.) magyar hírszerző, rendőrtiszt, újságíró.

## Életútja
Szakérettségi után elvégezte az Idegen Nyelvi Főiskolát (angol nyelv és irodalom, okleveles fordító és tolmács). 1951 júliusa és 1953 június között hírszerzőként dolgozott az ÁVH-nál; utóbbi megszűnése után a Belügyminisztérium alá rendelt hírszerzésnél. 1956-ban moszkvai továbbképzésen volt, 1957–1961 között pedig Londonban. Külföldön szerzett tapasztalatai alapján bírálta a vezetést, a munkamódszereket, és 1966-ban kirúgták.
Egy ideig munkanélküli volt, majd munkatárs a TV Híradónál, 1968–69-ben a Magyar Hírlapnál. 1970–1989 között a Népszabadság tudósítója Kelet-Berlinben, Moszkvában és Bonnban. 1989–1990-ben a Magyarország hetilap főszerkesztője. A rendszerváltáskor elbocsátották. Reklámmal és rendezvényszervezéssel foglalkozó családi vállalkozást alapított, s könyveket írt.

## Könyvei
- Versenyfutás az olajért, Táncsics Kiadó, 1976
- Semlegesek fegyverben, Zrinyi Kiadó, 1976
- Latin-Amerika jövője, Ifjúsági Lapkiadó Vállalat, 1979
- Német Szövetségi Köztársaság útikönyv, társszerző, Panoráma, 1980
- Der gefesselte Riese - Die Bundesrepublik Deutschland, német nyelvű kötet, társszerző, Econ Verlag Düsseldorf-Wien, 1981
- Fegyverek a Rajna partján, Zrínyi Katonai Kiadó, 1983
- Ki a rakétákkal Európából, Országos Béketanács (Budapest), 1987
- Végakarat, Hírlapkiadó Vállalat, 1989
- Horthy és a magyar tragédia, Népszabadság Zrt. Viva Media Holding, 2008
- Igazságtétel - Mindszenty másik arca, Divald Bt., 2010
- Egy kirúgott hírszerző emlékei, Ad Librum Kft., 2016. október